# Raúl Torres
Raúl Damián Torres Rodríguez (ur. 26 sierpnia 1996 w Monclovie) – meksykański piłkarz występujący na pozycji środkowego pomocnika, od 2024 roku zawodnik Morelii.